# Alexis Tanghe
Alexis Hervé Pascal Tanghe (Blois, 19 settembre 1990) è un cestista francese.

## Carriera
Nel suo palmarès figura l'oro ai FIBA EuroBasket Under-20 2010